# Kanton Marseille-Saint-Lambert
Kanton Marseille-Saint-Lambert (fr. Canton de Marseille-Saint-Lambert) je francouzský kanton v departementu Bouches-du-Rhône v regionu Provence-Alpes-Côte d'Azur. Tvoří ho část města Marseille a zahrnuje část 7. městskéco obvodu.

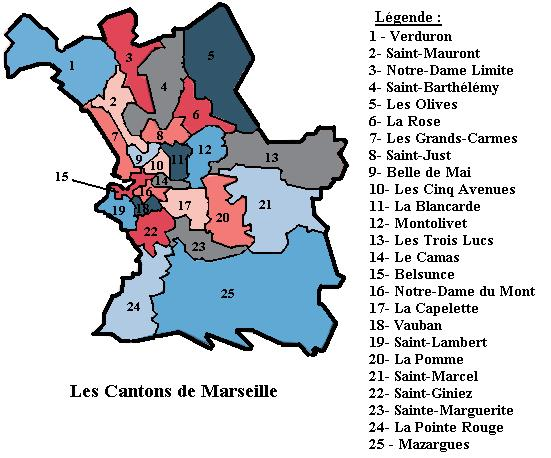
Kantony města Marseille